# Буанне, Патрицио
Патрицио Буанне (итал. Patrizio Buanne; род. 20 сентября 1978, Вена, Австрия) — итальянский певец.

## Биография
Сын владельца ресторана. Первые шесть лет жизни провёл в Неаполе, затем вместе с семьей переехал в Вену. Начал выступать на эстраде с 11-летнего возраста, участвовал в различных детско-юношеских певческих конкурсах. После смерти отца в 1998 г. поступил в Римский университет, где изучал языки.
В 2005 г. выпустил свой первый альбом «Итальянец» (Il Mondo/The Italian/L’Italiano), включавший 11 традиционных итальянских песен; этот альбом достиг 10-й позиции в британском хит-параде и стал платиновым в Австралии. Второй альбом, «Вечность начинается сегодня», вышел в 2006 г., первоначально в ЮАР, где Буанне в это время гастролировал.
Этого певца называют «голосом романтики», в Италии ещё и «посланником итальянской музыки». Начав с участия во всевозможных конкурсах талантов, — которые он, кстати, чаще всего выигрывал, —мировую известность получил со своим первым альбомом «Итальянец» (Il Mondo/The Italian/L’Italiano) в 2005 году и уже сейчас успел завоевать сердца слушателей по всему миру — от Европы до Австралии и США. Сам певец называет своей главной целью «воскресить классические итальянские хиты 50-х» после полувека забвения, добавив к ним современную изюминку и идет к ней напрямик. Он не просто перепевает эти песни, он добавляет в них особый шарм и новое веяние. Патрицио Буанне родился в Вене, первые 6 лет провел в Неаполе, жил в Риме, в юном возрасте переехал обратно в Вену (Австрия) с семьей, свободно говорит на 6-ти языках, отличается самыми изысканными манерами, стал первым, кому было разрешено перепеть и перевести песню Робби Уильямса на итальянский, пел для Папы и передал свой диск монаршей особе Великобритании, говорят, они слушали и им понравилось. Однажды его назвали Ловеласом, только лишь из-за того, что он один из тех, перед кем устоять практически невозможно. Главная ценность для него, по его же словам — это: «умение создавать романтичную обстановку для человека, который тебе дорог и который тебе нравится» и хочет научить La Dolce Vita весь мир".
В 2006 г. им исполнена вошедшая в диск «Goleo VI. 2006 FIFA World Cup Hits» Песня Чемпионов, гимн международного футбольного чемпионата FIFA 2006 г (Stand Up (Champions’ Theme)) на мотив песни «Go West» группы The Village People. Она проигрывалась до и после каждого матча в раздевалке итальянской команды, а также на каждой игре чемпионата на стадионе.

## Дискография
- 2005 — The Italian (итал. Il mondo / L'Italiano, рус. Итальянец)
- 2006 — Forever begins tonight
- 2006 — Stand Up! (Champios' Theme)
- 2009 — Patrizio
- 2011 — Life Is Beautiful Dankie Suid Afrika
- 2012 — Niemals geht man so ganz